# Nvidia nForce
Der nForce ist der erste PC-Chipsatz der Firma Nvidia (Codename Crush), vorgestellt im Juni 2001 auf der Computex in Taiwan, und ein klassisches Design bestehend aus North- (IGP bzw. SPP = System Platform Processor) und Southbridge (MCP = Media and Communication Processor). Er ist für AMD K7-Prozessoren geeignet.

## Entwicklung
Er war ursprünglich als reiner Integrated Graphics Processor (IGP) konzipiert, bot allerdings einige Innovationen: So waren die beiden Chips über den von AMD entwickelten HyperTransport verbunden und außerdem wurde erstmals Dual Channel für PC2100-Speicher (genannt Twinbank) im Massenmarkt eingesetzt. Der eigentliche Grund für diese Architektur war aber der Bandbreitenbedarf des integrierten Grafikkerns GeForce2 MX. Etwas später folgte auch eine Version ohne integrierten Grafikkern. Der nForce bietet generell AGP 4× und unterstützt einen Front Side Bus von 266 MHz (133 MHz EV6).

### Northbridges
Es gibt folgende Varianten der Northbridge:
- nForce 220D
- nForce 415D
- nForce 420D

Der nForce 420D (Codename Crush 12) ist dabei die ursprüngliche Version mit integriertem Grafikkern und Dual Channel, während der nForce 220D (Codename Crush 11) als Basisvariante nur Single Channel besitzt. Dementsprechend unterscheiden sich diese beide Varianten nur in ihrer Leistungsfähigkeit. Der nForce 415D hingegen besitzt keinen integrierten Grafikkern.
| Modell          | Integrierter Grafikkern | Front Side Bus | Speichercontroller     | AGP |
| --------------- | ----------------------- | -------------- | ---------------------- | --- |
| nForce 220D IGP | GeForce2 MX             | 133 MHz EV6    | Single-Channel DDR/266 | 4×  |
| nForce 415D SPP | -                       | 133 MHz EV6    | Dual-Channel DDR/266   | 4×  |
| nForce 420D IGP | GeForce2 MX             | 133 MHz EV6    | Dual-Channel DDR/266   | 4×  |

### Southbridges
Außerdem stehen zwei Southbridges zur Verfügung: MCP und MCP-D. Beide besitzen einen Ultra-DMA/100-Controller mit zwei Kanälen, integriertes 10/100 MBit Ethernet, sechs USB 1.1 Ports und Unterstützung für den Audio-Standard AC’97. Die MCP-D bietet zusätzlich dazu einen Audioprozessor (APU), genannt SoundStorm.
| Modell       | P-ATA (ATA-100) | S-ATA | RAID- Modi | Ethernet | Audio      | USB 1.1 | PCI Slots |
| ------------ | --------------- | ----- | ---------- | -------- | ---------- | ------- | --------- |
| nForce MCP   | 4               | -     | -          | 100 MBit | AC97       | 6       | ?         |
| nForce MCP-D | 4               | -     | -          | 100 MBit | SoundStorm | 6       | ?         |